# Hemidactylus inintellectus
Hemidactylus inintellectus es una especie de gecos de la familia Gekkonidae.

## Distribución geográfica yhábitat
Es endémica de Socotra (Yemen). Su rango altitudinal oscila entre 1 y 762 m s. n. m..